# Liste der Fluggesellschaften in Polen
Diese Liste listet polnische Fluggesellschaften.

## Aktive Fluggesellschaften
| Fluggesellschaft           | Bild | IATA-Code | ICAO-Code | Rufzeichen      | Gründungsjahr | Anmerkung                                          |
| -------------------------- | ---- | --------- | --------- | --------------- | ------------- | -------------------------------------------------- |
| Enter Air                  |      | E4        | ENT       | ENTERAIR        | 2009          |                                                    |
| Exin                       |      |           | EXN       | EXIN            | 1991          |                                                    |
| Polskie Linie Lotnicze LOT |      | LO        | LOT       | LOT             | 1929          |                                                    |
| LOT Charters               |      |           | CLW       | CENTRAL WINGS   | 2009          |                                                    |
| SkyTaxi                    |      | TE        | IGA       | IGUANA          | 2000          |                                                    |
| Smartwings Polska          |      | 3Z        | TVP       | JET TRAVEL      | 2011          | bis Dezember 2018 Travel Service Polska            |
| Sprintair                  |      |           | SRN       | SPRINTAIR       | 2008          | ehemals Air Polonia Cargo, Sky Express, Direct Fly |
| SprintAir Cargo            |      |           | SAR       | SPRINTAIR CARGO | 2006          | früher auch unter dem Namen Sky Carrier bekannt    |

## Ehemalige Fluggesellschaften
| Airline                       | Bild | IATA-Code | ICAO-Code | Rufzeichen   | Gründungsjahr | Jahr der Betriebseinstellung | Anmerkung                                   |
| ----------------------------- | ---- | --------- | --------- | ------------ | ------------- | ---------------------------- | ------------------------------------------- |
| 4YOU Airlines                 |      |           | AMQ       | -            | 2013          | 2014                         |                                             |
| Air Italy Polska              |      | 4Q        | AEI       | -            | 2007          | 2011                         | Neugründung als Air Poland                  |
| Air Poland                    |      | 4Q        | AEI       | POLISH BIRD  | 2011          | 2012                         |                                             |
| Air Polonia                   |      | 4P        | APN       | AIR POLONIA  | 2001          | 2004                         |                                             |
| Bingo Airways                 |      | BO        | BGY       | SKIMMER      | 2012          | 2014                         |                                             |
| Centralwings                  |      | C0        | CLW       | CENTRALWINGS | 2004          | 2009                         |                                             |
| Direct Fly                    |      |           | SXP       | -            | 2005          | 2007                         |                                             |
| Eurocharter                   |      |           | -         | -            | 2007          | 2007                         | Neugründung als Prima Charter               |
| EuroLOT                       |      | K2        | ELO       | EUROLOT      | 1997          | 2015                         |                                             |
| Fischer Air Polska            |      | 8F        | FFR       | Fischer      | 2005          | 2007                         | Neugründung als Eurocharter                 |
| FlyLAL Charters Polska        |      |           | LLP       | -            | 2010          | 2010                         | Neugründung als Small Planet Airlines Polen |
| Jet Air                       |      | O2        | JEA       | JETAIR       | 1998          | 2011                         | Neugründung als OLT Jetair                  |
| OLT Express Poland            |      | O2        | YAP       | WHITEKEKO    | 2012          | 2012                         |                                             |
| Polnippon Cargo               |      |           | PLN       |              | 1990          | 1996                         |                                             |
| Polonia Airways               |      |           | PAW       | POLONIA      | 1996          | 1999                         |                                             |
| Silesian Air                  |      |           | LSN       | SILESIAN     | 2001          | 2004                         |                                             |
| Small Planet Airlines (Polen) |      | P7        | LLP       | SKYPOL       | 2009          | 2018                         | früher auch flyLAL Charters PL genannt      |
| White Eagle Aviation          |      | W2        | WEA       | -            | 1992          | 2009                         |                                             |